# Lipińskie Małe
Lipińskie Małe (Duits: Lipinsken; 1935-1945: Lindenfließ) is een plaats in het Poolse district  Ełcki, woiwodschap Ermland-Mazurië. De plaats maakt deel uit van de gemeente Prostki en telt 152 inwoners.

## Verkeer en vervoer
- Station Lipińskie Małe